# Saison 7 de Fais pas ci, fais pas ça
Chronologie
Saison 6 Saison 8
Cet article présente la septième saison de la série télévisée Fais pas ci, fais pas ça, diffusée du 3 décembre 2014 au 17 décembre 2014 sur France 2. La saison 7 sera raccourcie de deux épisodes à cause des emplois du temps surchargés des comédiens.

## Résumé de la saison
Dans cette saison, parallèlement à l'aventure en Guadeloupe vécue par Renaud Lepic et Valérie Bouley, la série continue à Sèvres. Autre temps fort le retour de Christiane Potin-Sœur Françoise incarnée par Isabelle Nanty.
Nouvel arrivé dans la série : le petit Kim, fils des jeunes mariés Thiphaine et Christophe.

## Épisodes[1]

### Épisode 1:Un an déjà!
- France : 3 décembre 2014 sur France 2

- Benoît Michel (acteur)
- Julia Burgun
- Valentine Cadic
- Claire Magnin
- Edith Le Merdy
- Mister You

### Épisode 2:Naturisme et Découverte
- France : 3 décembre 2014 sur France 2

Isabelle Nanty, Charlie Dupont, Mathias Mlekuz, Margaux Laplace

### Épisode 3:La Naissance des méduses
- France : 10 décembre 2014 sur France 2

Mathias Mlekuz, Stéphane De Groodt, Samuel Jouy, Vincent Winterhalter

### Épisode 4:Le changement, c'est (vraiment) maintenant
- France : 10 décembre 2014 sur France 2

Samuel Jouy, Charlie Dupont, Stéphan Wojtowicz

### Épisode 5:La Méduse et le Putois
- France : 17 décembre 2014 sur France 2

Samuel Jouy, Stéphane de Groodt, Marie Drucker

### Épisode 6:La Thérapie du bonheur
L'épisode a été tourné dans le 16e arrondissement de Paris Avenue de Camoëns, Rue Scheffer et Rue Benjamin-Franklin
- France : 17 décembre 2014 sur France 2

Sylvie Testud, Élodie Frenck, Charlie Joirkin

## Audience
La saison 7 a été la saison la plus regardée de la série avec, en moyenne, 4,9 millions de téléspectateurs, et une finale à 5,1 million de telespectateurs.

## Sources et références
1. ↑  Fais pas ci, fais pas ça : épisodes. In : Première
2. ↑  Fais pas ci, fais pas ça: saison 7, épisode 6 La thérapie du bonheur
3. ↑  , 18 décembre 2014